# Kap Verdes riksvapen
På Kap Verdes riksvapen ser man en liksidig triangel – en symbol för enighet och jämlikhet. Nedanför symboliseras havet som omger öarna av tre blå streck. Palmkvistar som symbol för seger och trohet förenas av tre ringar som står för solidaritet. Stjärnorna runt om representerar de största öarna. Högst upp finns ett lod som symboliserar rättfärdighet.